# 鹿野サービスエリア

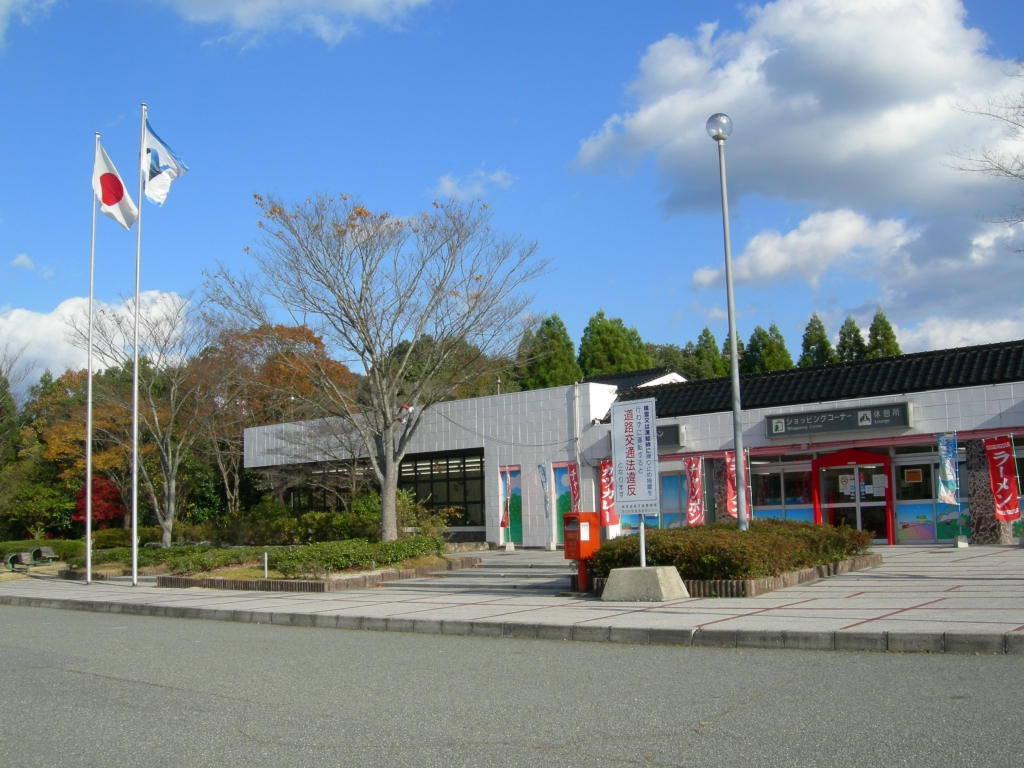
下り線施設

鹿野サービスエリア（かのサービスエリア）は、山口県周南市鹿野中にある中国自動車道のサービスエリアである。

## 道路
- E2A 中国自動車道
上り線は山口県道9号徳山徳地線からウェルカムゲート (7:00 - 22:00) を介して利用可能。

## 沿革
- 1980年（昭和55年）10月17日：中国自動車道鹿野IC - 山口IC間開通にあわせて開業。
- 2005年（平成17年）9月30日：この日の午後8時をもってガソリンスタンドの営業を終了、廃止[1]。なお上り線は出光興産(若山石油株式会社)、下り線は昭和シェル石油(山陽通産株式会社）が営業していた。
- 2007年（平成19年）3月31日：この日を以てインフォメーションの営業を終了。
- 2007年（平成19年）4月1日：この日からレストラン・ショッピングコーナーの営業時間を短縮。
- 2022年（令和4年）6月1日：上下線のスナックコーナーの営業時間変更[2]。
- 2024年（令和6年）2月22日：上下線のトイレがリニューアルオープン[3]。

## 施設
通行量に応じ、夜間は自動販売機・トイレ以外の施設がすべて閉鎖される。

### 上り線（広島・浜田方面）
- 駐車場
  - 大型：8台
  - 小型：32台
  - 二輪：4台
  - トレーラー：2台
  - 車椅子用駐車場：有
- トイレ
  - 男性：大4（和式1・洋式3）、小3
  - 女性：6（和式1・洋式5）
  - 車椅子用：1
- スナック（イーグル興業、11:00 - 18:30）
- ショッピング（イーグル興業、11:00 - 18:30）
- 自動販売機
- 電気自動車用急速充電器（24時間）要事前登録
- ハイウェイ情報ターミナル
- 郵便ポスト（鹿野郵便局）
- ドッグラン
- ウェルカムゲート（7:00 - 22:00）
- おみくじロード[4] - 日中のみ営業。

### 下り線（下関・北九州方面）
- 駐車場
  - 大型：20台
  - 小型：52台
  - 二輪：4台
  - トレーラー：2台
  - 車椅子用駐車場：有
- トイレ
  - 男性：大4（和式1・洋式3）、小3
  - 女性：6（和式1・洋式5）
  - 車椅子用：1
- スナック（イーグル興業、11:00 - 18:30）
- ショッピング（イーグル興業、11:00 - 18:30）
- 自動販売機
- 電気自動車用急速充電器（24時間）要事前登録
- ハイウェイ情報ターミナル
- 郵便ポスト（鹿野郵便局）
- おみくじロード[4]

## 隣
E2A 中国自動車道
(30)鹿野IC/BS - (SA)鹿野SA - (BS)串BS（休止中） - (31)徳地IC/BS